# Moydoprimigenia
Moydoprimigenia is een geslacht van uitgestorven kreeftachtigen uit de klasse van de Ostracoda (mosselkreeftjes).

## Soort
- Moydoprimigenia fistuca Gabbot, Siveter, Aldridge & Theron, 2003 †